# 梅里迪安 (加利福尼亞州薩特縣)
梅里迪安（英語：Meridian）是位於美國加利福尼亞州薩特縣的一個人口普查指定地區。

## 地理
梅里迪安的座標為39°08′26″N 121°54′28″W / 39.14056°N 121.90778°W，而該地最高點為海拔高度13米（即43英尺）。

## 人口
根據2010年美國人口普查的數據，梅里迪安的面積為13.718平方千米，均為陸地。當地共有人口358人，而人口密度為每平方千米26人。